# Lazhar Bououni
Lazhar Bououni (arabe : الأزهر بوعوني), né le 2 avril 1948 à Redeyef et mort le 14 octobre 2017, est un juriste, professeur d'université, diplomate et homme politique tunisien.

## Biographie

### Carrière de juriste
Lazhar Bououni est diplômé d'une licence en droit public en 1970 ; il devient docteur d'État, toujours en droit public, en 1979. Sa carrière commence en 1980 comme professeur d'université en droit et en sciences politiques, au sein de la faculté éponyme de l'université de Tunis ; il conserve cette fonction d'enseignement jusqu'en 2011. Il est également doyen de la faculté de droit et des sciences politiques de Tunis (1986-1989), président de l'université du Centre à Sousse (1990-1995), vice-président de la Cour maghrébine de justice (1993-1996), membre du Conseil constitutionnel (1996-2001), membre de la commission tunisienne du droit de la mer (1998-2001), président de l'Université de La Manouba (1999-2001), président de l'Association tunisienne de droit international et transnational (1997-2004) et vice-président du Centre tunisien de conciliation, de médiation et d'arbitrage (1998-2001).
Il est l'auteur de plusieurs travaux qui portent sur le droit international public et sur le thème des régimes politiques, notamment sur le régime politique tunisien.

### Carrière diplomatique et politique
En 2001, il devient ambassadeur de Tunisie en Suède, représentant également la République tunisienne en Finlande et en Islande. En septembre de la même année, il devient ambassadeur de son pays au Portugal.
Entre 2004 et 2010, il est ministre de l'Enseignement supérieur, le portefeuille de la Recherche scientifique et de la Technologie lui étant rajouté en 2007. Il est ensuite ministre de la Justice et des Droits de l'homme entre janvier 2010 et janvier 2011.

### Poursuites judiciaires
Le 21 mars 2017, la chambre pénale au tribunal de première instance de Tunis condamne l'ancien président Zine el-Abidine Ben Ali (par contumace) et Lazhar Bououni à six ans de prison pour abus de pouvoir et gains illicites qui ont touché aux intérêts de l'administration.

### Mort
Lazhar Bououni meurt le 14 octobre de la même année à la suite d'une crise cardiaque,.

### Vie privée
Lazhar Bououni est marié et père d'un enfant.

## Publications
- La conclusion des traités dans la République Tunisienne, éd. Université de Tunis, Tunis, 1979
- (ar) La supériorité des engagements internationaux (علوية الإلتزامات الدولية), éd. Cérès, Tunis, 1992
- Les finances publiques, instruments des politiques publiques : les expériences françaises et tunisiennes [sous la dir. de], éd. Presses de l'Université des sciences sociales de Toulouse, Toulouse, 1998
- Être libre aujourd'hui [sous la dir. de], éd. Beït El Hikma, Carthage, 1998
- (ar) Le régime politique tunisien (النظام السياسي التونسي), éd. Centre de publication universitaire, Tunis, 2002

## Décorations
- Grand officier de l'ordre de la République tunisienne[6] ;
- Première classe de l'ordre du Mérite culturel[1],[7] ;
- Commandeur puis grand-officier de l'ordre du 7-Novembre[8],[7].